# Armand d'Angosse
Pour les articles homonymes, voir Angosse.
Armand-Mathieu d'Angosse, né le 27 février 1776 à Arthez-d'Asson et mort le 8 juin 1852 à Corbères, est un homme politique français.

## Biographie
Armand d'Angosse est le cinquième enfant de Jean-Paul d'Angosse et Louise-Pétronille d'Usson de Bonnac. Il épousa le 24 mars 1805, à Paris, Henriette-Françoise-Cécile de Lambert.
Après des études au collège de Sorèze, Armand d'Angosse revint à Arthez-d'Asson en 1791 et seconda son père dans la gestion des forges d'Arthez-d'Asson et de Nogarot, dans la vallée de Ferrières. Il fut à ce titre dispensé du service militaire et fournit en fer l'Armée des Pyrénées occidentales, ce qui lui valut de multiples témoignages de satisfaction de la part des autorités militaires.
Le 2 août 1802, il réalisa la troisième ascension connue du pic du Midi d'Ossau en compagnie de son domestique, d'un chasseur et de quatre bergers.
En 1804, âgé de 24 ans, il fut nommé conseiller général des Basses-Pyrénées. Le 2 décembre 1804, il eut l'honneur d'assister au sacre de l'empereur Napoléon Ier. Laissant les forges à son frère Charles, il se consacra désormais à sa carrière politique et à la gestion de ses propriétés du Vic-Bilh. Il était président du conseil général et maire de Corbères lorsque survint la Restauration. En 1816, il fut élu député des Basses-Pyrénées, puis réélu en 1819, mais fut très discret à la Chambre :

« Au grand regret de ses amis, M. d'Angosse n'a jamais figuré à la tribune ; il n'a même, dit-on, jamais parlé ; il fait seulement entendre, assez fréquemment un certain murmure qui, dans l'occasion, signifie l'ordre du jour, ou la question préalable.
Il a toujours une boule prête en faveur des lois d'exception et des volontés ministérielles. »

Il abandonna la politique en 1824, pour une vie paisible de gentilhomme campagnard. En 1835, la mort soudaine de son frère Charles l'obligea à reprendre la direction des forges.
Le 9 juillet 1845, il accéda à la Chambre des pairs, où il siégea jusqu'à la révolution de 1848, qui supprima cette assemblée.
Il est mort dans son château de Corbère en 1852.

## Sources
- Pierre Machot, L’Industrie sidérurgique dans les Pyrénées occidentales (1803-1868), thèse pour le doctorat d'histoire, 2000, Université de Paris I Panthéon-Sorbonne.
- Diane de Maynard, La Descendance de Jean-Paul d'Angosse (1732-1798), Paris, éd. Christian, 1998.